# Districte de Sens
El Districte de Sens és un dels tres districtes del departament francès del Yonne, a la regió de Borgonya-Franc Comtat. Té 10 cantons i 109 municipis. El cap del districte és la sotsprefectura de Sens. Te una extensió de 1.917 Km2 i una població de 131.321 habitants segons cens de 2022.

## Cantons
cantó de Cerisiers - cantó de Chéroy - cantó de Pont-sur-Yonne - cantó de Saint-Julien-du-Sault - cantó de Sens-Nord-Est - cantó de Sens-Oest - cantó de Sens-Sud-Est - cantó de Sergines - cantó de Villeneuve-l'Archevêque - cantó de Villeneuve-sur-Yonne